# Praděda Fest
Praděda Fest je hudební open air festival pořádaný na konci srpna v Hustopečích u Brna. Akce se koná v areálu na Křížovém kopci tzv. "Krajcáku". Z hlediska svého rozsahu i obsahu se Praděda Fest řadí mezi nejvýznamnější kulturní akce na Břeclavsku. Na pódiích se zde setkávají hvězdy světového formátu i kapely lokálního významu. Na své si přijdou příznivci rocku, bigbeatu, ska, reggae, hip-hopu, punku, elektronické hudby a dalších žánrů. Praděda Fest dává prostor alternativním hudebním stylům a začínajícím kapelám. Paralelně během festivalových dní se v areálu koná FMX exhibice Petra Kuchaře. Kromě hudebního programu je součástí festivalu spousta dalších atrakcí jako paintball, čajovna, horolezecká stěna, stolní fotbálky a soutěže.

## Historie a jednotlivé ročníky
„Pradědečkůw rock“, pod tímto názvem se v roce 2003 v Uherčicích začala psát historie tohoto festivalu. V roce 2005 byl jeho název upraven na Praděda Fest a přesunul se do města Hustopeče.
2003 – PRADĚDEČKŮW ROCK – Skrznaskrz, Anal Trip, Hm Lentilky
2004 - PRADĚDEČKŮW ROCK – Animé, Život je jinde, Skrznaskrz, Funkshmakers, Enzym
2005 – PRADĚDA FEST – Tleskač, Onset, Skrznaskrz, Nirvana revival, Propaganja,...
2006 – PRADĚDA FEST – Mňága a Žďorp, Lion Vibrations (PL), Elektrick mann, Sultán Solimán, Skrznaskrz, 4021, Propaganja, Dítě, Vyhoukaná sowa, Pod Zámkem
2007 – PRADĚDA FEST – Mig 21, Sto zvířat, Bengas, HC3, Čokovoko, Skrznaskrz, Final Fiction, Woodoo, Bezestopy, Teen Sticks, Propaganja,...Djs: Sista 23, Audiolog, Wrist, Thomas Well
2008 – PRADĚDA FEST – UK Subs (UK), Blue Effect, Mňága a Žďorp, Švihadlo, Záviš, Midi lidi, Skrznaskrz, Život je Jinde, Onset, Xindl X, Mushy Muux, Propaganja, Tokamak, Bezestopy a další...Djs: Sayko, Babe LN, X.Morph, Sonority, Blulajta, Vje, Iwoshek, Helmut, Hrrr.nec,...
2009 – PRADĚDA FEST – N.O.H.A., Horkýže Slíže, Banjo Band Ivana Mládka, Green Frog Feet, Fizcus?!, Tleskač, Znouzectnost, Elektrick Mann, TBA, Animé, Psychohlína, Skrznaskrz, Rattle Bucket, Bezestopy,...Djs: Sayko, Philip TBC, X.Morph, Katcha, Lazzna, Vje, Iwoshek, Electonic Bitches, Hrrr.nec, Miky, Flashback, NoWhizz,...